# Portugal durante la Segunda Guerra Mundial

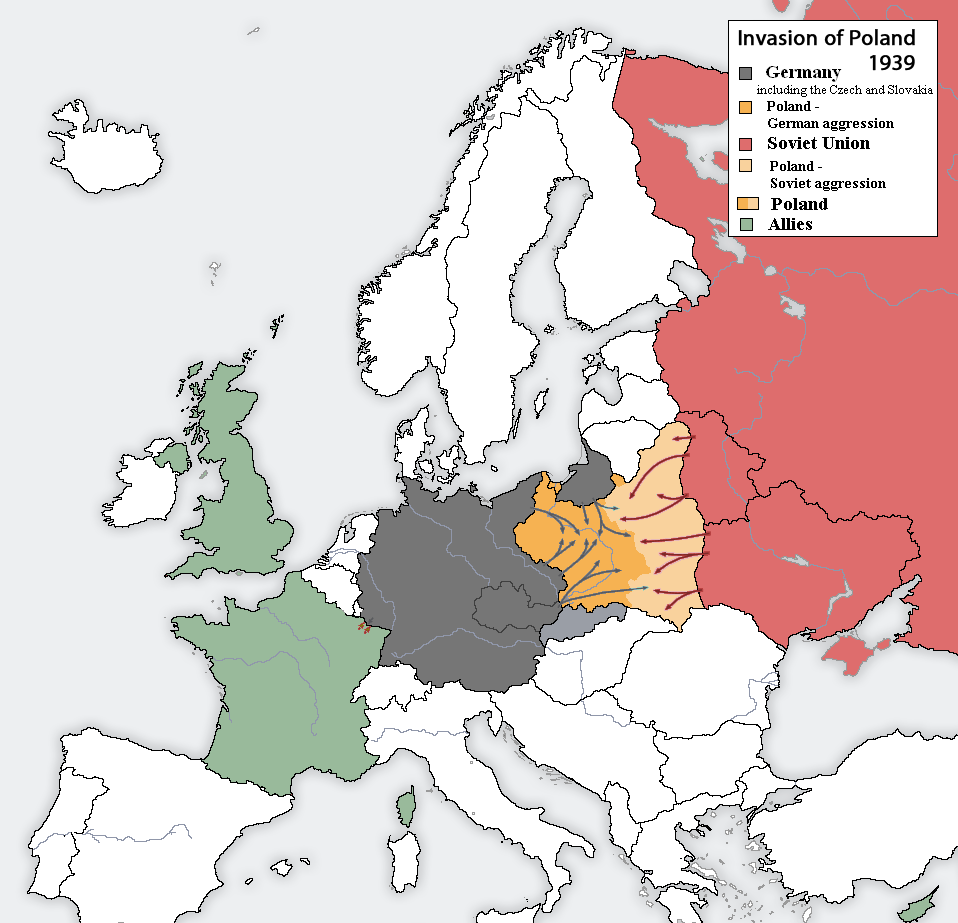
Europa al iniciarse la guerra en 1939

Al iniciarse la Segunda Guerra Mundial, Portugal estaba bajo el régimen del Estado Novo, dirigido por António de Oliveira Salazar. Oficialmente, Portugal declaró su neutralidad en 1939, a pesar de la antigua Alianza Luso-Británica, y la mantuvo durante la guerra. A medida que la ocupación de Hitler se extendió por Europa, el neutral Portugal se convirtió en una de las últimas rutas de escape del continente de los refugiados. Portugal logró permanecer neutral durante la guerra a pesar de las presiones extraordinarias de ambos lados, especialmente por las islas Azores, que estaban estratégicamente ubicadas, y sobre el comercio de wolframio (tungsteno).
Portugal pudo mantener su neutralidad hasta 1944, cuando se firmó un acuerdo militar con los Estados Unidos por el cual Portugal le dio permiso a los Estados Unidos para establecer bases militares en las Azores y, por lo tanto, su estado cambió a no beligerante a favor de los Aliados.

## Antecedentes
En marzo de 1939, el Estado portugués firmó un Tratado de Amistad y No Agresión (que culminaría en el Pacto Ibérico de 1942) con la España franquista, representada por la Junta de Burgos y el Nuevo Estado liderado por Franco, rechazando la invitación del embajador italiano en abril del mismo año de unirse al Pacto Anti-Komintern, alianza de Alemania, Italia y Japón contra la amenaza comunista.
En agosto de 1939, el Reino Unido firmó un acuerdo de cooperación militar con Portugal, acordando apoyar directamente el esfuerzo de rearme y modernización de las Fuerzas Armadas portuguesas. Sin embargo, el acuerdo no se cumpliría hasta septiembre de 1943.
Salazar entendió que Portugal tenía poco que ver con la política europea, y su vocación era esencialmente en el extranjero, por lo que el interés portugués era alejarse lo más posible de este conflicto. En el interés nacional, se establece la alianza británica, pero de tal manera que no obstaculice su libertad de movimiento.

## El papel de Portugal en mantener a España neutral
Pocos días antes del final de la Guerra civil española, el 17 de marzo de 1939, Portugal y España firmaron un tratado que acabaría convirtiéndose en 1942 en el Pacto Ibérico, un tratado de no agresión que marcó el comienzo de una nueva fase en las relaciones ibéricas. Las reuniones entre Francisco Franco y Salazar jugaron un papel fundamental en este nuevo acuerdo político. Un protocolo adicional al pacto se firmó el 29 de julio de 1940, después de la caída de Francia. El pacto demostró ser un instrumento decisivo para mantener la península ibérica fuera del sistema continental de Hitler.
En noviembre de 1943, Sir Ronald Campbell, el embajador británico en Lisboa, escribió:

La neutralidad estricta era el precio que los aliados pagaban por los beneficios estratégicos derivados de la neutralidad de Portugal y que si su neutralidad en lugar de ser estricta hubiera sido más benevolente a favor de los aliados, España inevitablemente se habría arrojado en cuerpo y alma a los brazos de Alemania. Si esto hubiera sucedido, la península habría estado ocupada y luego el norte de África, con el resultado de que todo el curso de la guerra habría sido alterado en beneficio del Eje.

El diplomático británico sir George Rendell declaró que el gobierno republicano portugués de Bernardino Machado era "mucho más difícil de tratar como aliado durante la Primera Guerra que el gobierno infinitamente mejor de Salazar como neutral en la Segunda". Una opinión similar es compartida por Carlton Hayes, el embajador estadounidense en España durante la Segunda Guerra Mundial, quien escribe en su libro Misión de guerra en España :

[Salazar] no parecía un dictador típico. Más bien, parecía un caballero y erudito modesto, tranquilo y muy inteligente... literalmente arrastrado desde una cátedra de economía política en la venerable Universidad de Coimbra una docena de años antes para enderezar las finanzas de Portugal, y eso es casi milagroso El éxito a este respecto había llevado a que se le impusieran otras funciones importantes, incluidas las de ministro de Asuntos Exteriores y legislador.

Hayes apreció mucho los constantes esfuerzos de Portugal por atraer a España con Portugal a un bloque peninsular genuinamente neutral, una contribución inconmensurable, en un momento en que los británicos y los Estados Unidos tenían mucha menos influencia para contrarrestar la propaganda y las presiones del Eje.

## Islas Azores

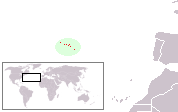
Localización de las Islas Azores

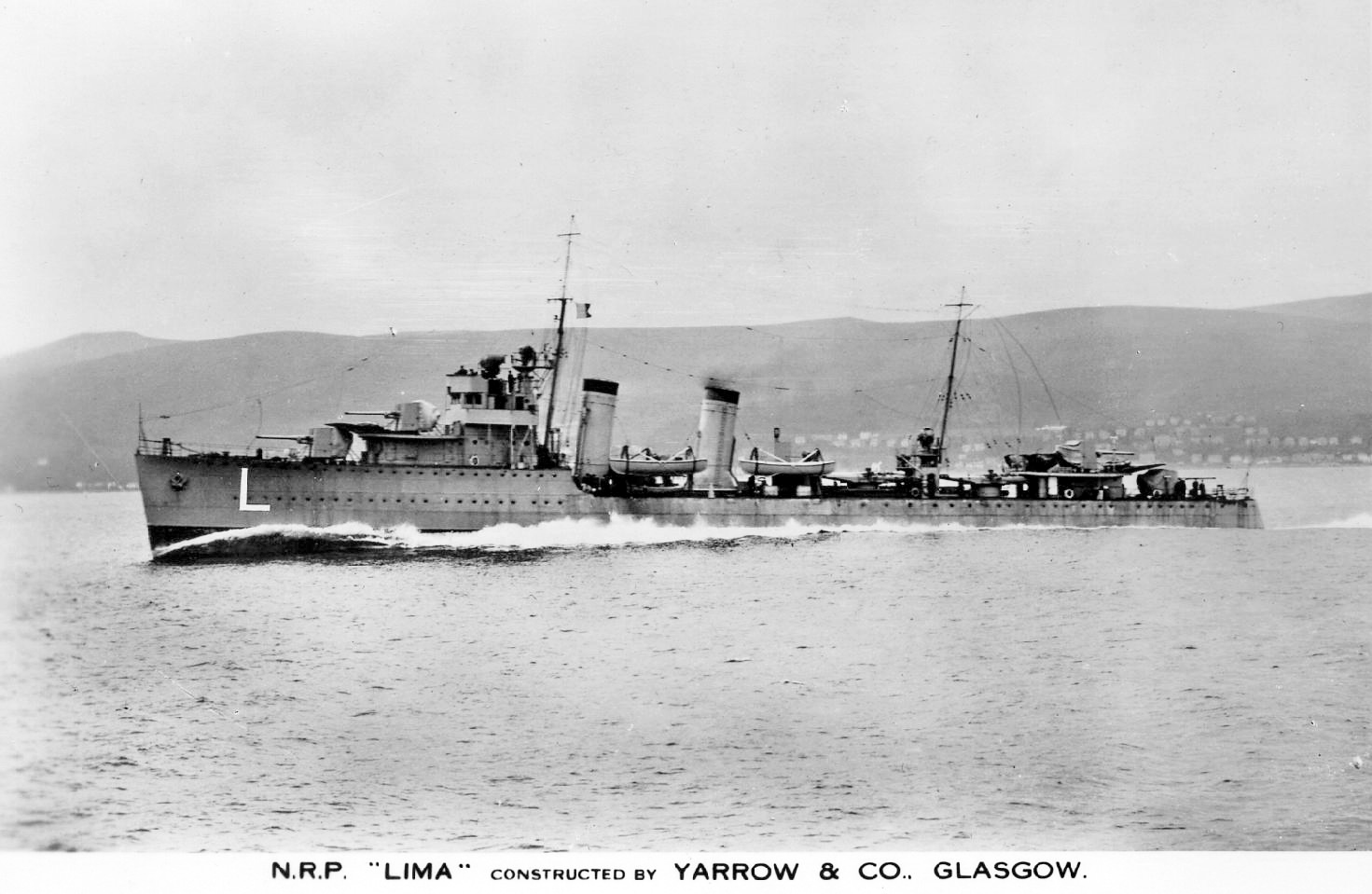
NRP Lima, un destructor de clase Douro empleados en la defensa de las líneas marítimas de comunicaciones portuguesas durante la Segunda Guerra Mundial.

Portugal logró permanecer neutral a pesar de las extraordinarias presiones de ambas partes. Tanto los Aliados como el Eje buscaron controlar las islas de Azores estratégicamente ubicadas durante la Segunda Guerra Mundial. Salazar estaba especialmente preocupado por una posible invasión alemana a través de España y no quería provocar a Hitler; Tampoco quería dar a España una excusa para ponerse del lado del Eje e invadir Portugal debido a la importancia estratégica de las Islas Canarias. Tanto el Reino Unido como Estados Unidos idearon varios planes para establecer bases aéreas en las Azores, independientemente de la desaprobación de Portugal. Los planes nunca se pusieron en funcionamiento.
En 1942, en la Base aérea de Lajes en las Azores recibió el nombre de Base Aérea n.º 4 y el gobierno portugués amplió la pista y envió tropas y equipo a Lajes, incluidos los cazas Gloster Gladiator. La actividad militar en las Azores creció a medida que el papel de los Gladiadores progresó hasta convertirse en una cobertura de vuelo para convoyes aliados, misiones de reconocimiento y vuelos meteorológicos.
En agosto de 1943, Portugal firmó el acuerdo luso-británico, que arrendó bases en las Azores a los británicos. Este fue un punto de inflexión clave en la Batalla del Atlántico, permitiendo a los Aliados proporcionar cobertura aérea en la zona del Atlántico Medio; ayudándoles a cazar submarinos y proteger convoyes. Churchill sorprendió a los miembros del parlamento (MP) cuando dijo que usaría un tratado del siglo XIV; muchos parlamentarios no sabían que Portugal e Inglaterra tenían la alianza operativa más antigua del mundo, el Tratado Anglo-Portugués de 1373. Churchill terminó su discurso diciendo:

Aprovecho esta oportunidad para dejar constancia de la apreciación del Gobierno de Su Majestad, que sin duda comparten el Parlamento y la nación británica, de la actitud del Gobierno portugués, cuya lealtad a su Aliado británico nunca flaqueó en las horas más oscuras de la guerra.

Una foto publicitaria del año 1943 o 1944 que pretende mostrar al capitán de un Boeing B-17 Flying Fortress del Comando Costero de la RAF celebrando una reunión final con su tripulación antes de despegar. La fotografía fue tomada en Lagens, Azores (hoy Base Aérea de Lajes), frente a un Boeing Fortress Mark IIA (s / n FL462, "W") del Escuadrón n.º 220 RAF. La "tripulación" era, de hecho, un grupo ad hoc proveniente del Escuadrón RAF N.º 206, y el "capitán" (tercero desde la derecha, con SD Cap) era el Oficial de vuelo LW Taylor RAAF, un oficial de relaciones públicas del Ministerio del Aire.

Unos meses más tarde, el 1 de diciembre de 1943, los representantes militares británicos y estadounidenses en la base de Lajes firmaron un acuerdo conjunto que describe los roles y responsabilidades de las Fuerzas Aéreas del Ejército de los Estados Unidos (USAAF) y la Armada de los Estados Unidos (USN) en el Campo Lajes. El acuerdo estableció pautas y limitaciones para que los EE. UU. Transporten y transporten aeronaves a Europa a través de la base de Lajes. A cambio, los Estados Unidos acordaron ayudar a los británicos a mejorar y ampliar las instalaciones existentes en Lajes. Los aviones de transporte del Comando de Transporte Aéreo comenzaron a aterrizar en el campo de Lajes inmediatamente después de la firma del acuerdo.
En 1944, Portugal firmó un acuerdo con los Estados Unidos que permite el uso de instalaciones militares en las Azores. Las fuerzas estadounidenses construyeron una base aérea pequeña y de corta duración en la isla de Santa María.
A finales de junio de 1944, más de 1900 aviones estadounidenses habían pasado por la base aérea de Lajes. Usando Lajes, el tiempo de vuelo relativo a la ruta transatlántica habitual entre Brasil y África Occidental se redujo casi a la mitad de 70 a 40 horas.
Lajes también sirvió como una de las dos bases principales de escala y reabastecimiento de combustible para el primer cruce transatlántico de dirigibles no rígidos (dirigibles) en 1944. La Marina de los EE. UU. Envió seis naves K construidas por Goodyear desde la Estación Aérea Naval South Weymouth en Massachusetts a su primera base de escala en la Estación Naval Argentia Newfoundland y luego al Campo Lajes en las Azores antes de volar a su destino final en Port Lyautey, Marruecos francés. Desde su base con Fleet Air Wing 15 en Port Lyautey, los dirigibles del USN Blimp Squadron ZP-14 (Blimpron 14) condujeron durante la noche la guerra antisubmarina (ASW), vigilancia de submarinos alemanes alrededor del Estrecho de Gibraltar mediante detección de anomalías magnéticas (MAD). En 1945, se enviaron dos dirigibles de reemplazo ZP-14 desde Weeksville, Carolina del Norte a la Base Aérea de Bermudas y Lajes antes de pasar a Port Lyautey.
En 1945, se construyó una nueva base aérea en las Azores en la isla de Terceira y actualmente se la conoce como Campo de Lajes. Esta base está en un área llamada Lajes, una amplia terraza plana que había sido una granja. Lajes Field es una meseta que surge del mar en la esquina noreste de la isla. Esta base de la Fuerza Aérea es una empresa conjunta estadounidense y portuguesa. Lajes Field continúa apoyando las operaciones militares de Estados Unidos y Portugal. Durante la Guerra Fría, los escuadrones antisubmarinos P-3 Orion de la Armada de los Estados Unidos patrullaron el Atlántico Norte en busca de submarinos soviéticos y buques espías de superficie.

## Los voluntarios de la División Azul
Aunque Portugal fue oficialmente neutral en la Segunda Guerra Mundial, alrededor de 150-300 voluntarios portugueses lucharon junto a la Alemania Nazi (en el Eje) contra la Unión Soviética. La mayoría se unió a la División Azul española como voluntario en el conflicto del Frente Oriental entre 1942 y 1943, especialmente el asedio de Leningrado . Voluntarios rusos, franceses, italianos, belgas, argentinos, uruguayos, cubanos, etc. también se unieron a la División Azul.

## Wolframio
Portugal permitió al Reino Unido comerciar y recibir crédito respaldado por la libra, lo que permitió a los británicos obtener bienes vitales en un momento en que faltaba oro y escudos y todos los demás neutrales estaban preparados para comerciar sus monedas solo por oro. En 1945, los británicos le debían a Portugal más de 322 millones $ en virtud de este acuerdo.
Otro tema delicado era el comercio de wolframio (o tungsteno). Después de la invasión de la Unión Soviética, la Alemania nazi se hizo dependiente de Portugal y España para sus suministros de wolframio. El wolframio fue de particular valor en la producción de municiones de guerra. Para mantener su neutralidad, Portugal estableció un estricto sistema de cuotas de exportación en 1942. Este concepto de neutralidad a través de la división equitativa de los productos suministrados a los beligerantes era diferente del de los neutrales del norte de Europa que trabajaban sobre la base de "suministros normales antes de la guerra". Pero en enero de 1944, los aliados comenzaron a presionar a Salazar para que detuviera todas las ventas de wolframio a Alemania. Portugal se resistió, defendiendo su derecho como neutral para vender a cualquiera y temiendo que cualquier reducción en sus exportaciones incitara a Alemania a atacar el transporte marítimo portugués. Los temores de Salazar no fueron infundados ya que, a pesar de la neutralidad portuguesa, el vapor Ganda fue torpedeado y hundido por los alemanes en junio de 1941. El 12 de octubre de 1941, el buque neutral Corte Real fue detenido para su inspección por U-83 a 80 millas al oeste de Lisboa. El submarino abrió fuego con la pistola de cubierta, incendió el barco y finalmente la hundió con dos torpedos. El 14 de diciembre de 1941, el Cassequel sin escolta y neutralfue golpeado en la popa por uno de los dos torpedos del submarino U-108 a unas 160 millas al suroeste del cabo de San Vicente, Portugal, y se hundió de inmediato. El Serpa Pinto también fue detenido y abordado el 26 de mayo de 1944 en el Atlántico medio por el submarino alemán U-541, pero el barco finalmente pudo continuar después de que las autoridades navales alemanas se negaron a aprobar su hundimiento. El 5 de junio de 1944, justo antes de la invasión de Normandía, luego de las amenazas de sanciones económicas por parte de los Aliados, el gobierno portugués optó por un embargo completo a las exportaciones de wolframio a los Aliados y al Eje, dejando así sin trabajo a 100 000 trabajadores portugueses.

## Portugal y la guerra en el Pacífico

Territorio japonés y portugueses y otras posesiones coloniales en el Pacífico a partir de 1939.

### Macao
Portugal también fue neutral durante la Guerra del Pacífico. Su colonia de Macao fue aislada después de la conquista japonesa de las áreas cercanas de China y la caída de Hong Kong en diciembre de 1941. Esto llevó a la escasez de alimentos durante el resto de la guerra, lo que contribuyó a altas tasas de muerte por enfermedad.
Si bien Japón no invadió Macao, sus fuerzas atacaron un buque mercante británico anclado en la colonia en agosto de 1943 y mataron a 20 miembros de su tripulación. Posteriormente, el gobierno de Macao se vio obligado a aceptar la presencia de "asesores" japoneses, reconocer la autoridad japonesa en el sur de China y retirar la guarnición de la colonia de varias bases. Además, el gobierno de Macao cambió algunas de las armas defensivas de la colonia por comida y acordó vender suministros de combustible de aviación a Japón a principios de 1945.
El 16 de enero de 1945, un avión de la Armada de los Estados Unidos atacó a Macao como parte de la incursión del Mar del Sur de China. Los objetivos principales eran las tiendas de combustible de aviación, que los Aliados habían aprendido a vender, y una estación de radio en o cerca del fuerte de Doña María II. Además, las áreas urbanas y el puerto de la colonia fueron dañados. Los aviones estadounidenses también atacaron accidentalmente Macao el 25 de febrero y el 11 de junio de 1945. Después de la guerra, el gobierno de los Estados Unidos pagó una indemnización por los daños en el puerto de Macao.

### Timor Oriental

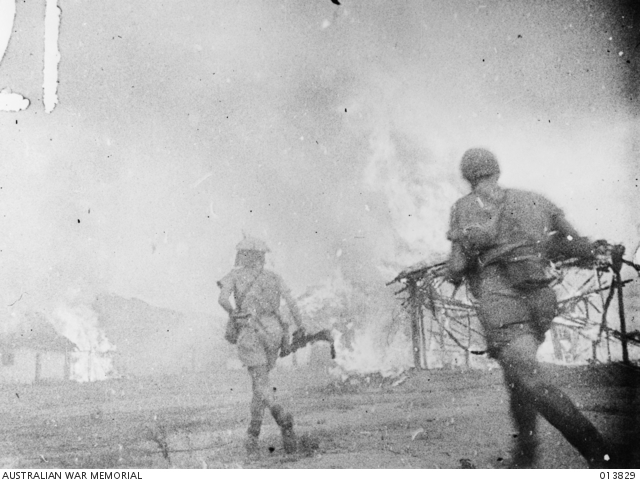
La aldea de Mindelo (Turiscai), en Timor Oriental, es incendiada por las tropas australianas para evitar su uso como base japonesa, el 12 de diciembre de 1942.

El 17 de diciembre de 1941, tras el ataque japonés a Pearl Harbor, tropas neerlandesas y australianas desembarcaron en el Timor portugués, en violación de la soberanía portuguesa. Salazar denunció la operación aliada como una invasión de un territorio neutral. El 20 de febrero de 1942, alegando defensa propia, Japón invadió la isla de Timor, dando lugar a la batalla de Timor.

### Goa
A partir de diciembre de 1942, los buques mercantes alemanes que habían buscado refugio en el territorio de Goa en la India portuguesa en 1939 comenzaron a proporcionar información periódica sobre el envío aliado por radio a los submarinos alemanes del Monsun Gruppe que operaban en el océano Índico. Una vez que los británicos descubrieron esto, el Ejecutivo de Operaciones Especiales lanzó la Operation Creek, utilizando un grupo de soldados a tiempo parcial llamado Calcutta Light Horse para infiltrarse en el puerto y hundir el barco alemán Ehrenfels con minas de lapas, terminando las transmisiones. Debido a la violación de la neutralidad portuguesa, la operación se mantuvo en secreto hasta 1978.

## Salazar y los judíos
Salazar siempre había hablado en contra del antisemitismo nazi. En 1937 publicó una compilación de textos ("Cómo se levanta un Estado") en la que criticó los fundamentos de las leyes de Núremberg y consideró lamentable que el nacionalismo alemán estuviera marcado por características raciales. Y en 1938, salió en defensa de los judíos portugueses, dando instrucciones a la embajada en Alemania, para que los intereses de los judíos portugueses fueran defendidos con diplomacia pero con mucha firmeza.
La política de Salazar desde el comienzo de las persecuciones judías en Alemania fue autorizar su entrada siempre que pudieran abandonar el país rápidamente, es decir, una política de tránsito a otros países, especialmente Estados Unidos y Brasil. Esto no se debía a que fueran judíos, sino a que eran posibles causas de tensión con la Alemania nazi, lo que Salazar temía, o eran agitadores políticos y subversivos. Con respecto a los judíos portugueses “la política selectiva de inmigración que Portugal aplicó a los judíos no afectó la situación o el estado de los judíos sefardíes o los inmigrantes ashkenazis de Europa del Este, que constituyó la Comunidad Israelí de Lisboa, los judíos que tenían la nacionalidad portuguesa fueron tratados por igual a todos los demás ciudadanos".
Con el inicio de la guerra, y aunque la aplicación y el endurecimiento de las fronteras se hicieron cada vez más estrictos, todas estas medidas finalmente fracasarían ampliamente, ya que la entrada clandestina iría acompañada de la falsificación de documentos y tergiversación. Para detener los procedimientos irregulares que, en ese momento, ocurrieron en muchas de las embajadas portuguesas; Salazar firma la Circular N.º 14 de la EMN, distribuida el 11 de noviembre de 1939, que obliga a los servicios consulares a consultar al PVDE y al Ministerio antes de otorgar visas. Por otro lado, desde 1940 en adelante, las solicitudes de visa de los consulados serían rechazadas por polacos, apátridas, rusos, judíos, checos, "ex alemanes", neerlandeses, militares belgas e incluso aquellos que lo deseen. Trabajar en Portugal. La Circular 14 declaró explícitamente que no tenía la intención de obstruir o retrasar la concesión de visas a los pasajeros en tránsito a otros países, utilizando a Lisboa como punto de embarque. En otras palabras, los consulados estaban autorizados a otorgar visas para Portugal de manera autónoma en todos los casos en que el pasajero demostró tener un boleto que sale del territorio portugués, así como una visa para ingresar al país de destino.
Esta Circular 14 ha sido ampliamente criticada, especialmente por aquellos que quieren atacar el Estado Novo, pero es justo decir que las reglas establecidas por esta circular fueron mucho menos restrictivas que las de otros países, como Suecia, Suiza, Estados Unidos, etc. y Canadá, y el caso más extremo del Reino Unido que inmediatamente después de la declaración de guerra, canceló por completo la concesión de visas, por temor a infiltrarse en los enemigos. Portugal, como los demás países, trató de protegerse de la entrada indiscriminada de agitadores políticos, delincuentes, apátridas, etc. Por otro lado, como escribe Avraham Milgram, Portugal, un país pobre, no pudo recibir hordas de refugiados.
Contrariamente a las instrucciones de Salazar, Aristides de Sousa Mendes, cónsul portugués en Burdeos, otorgó visas en gran número, dijo 30 000, pero segundo, historiador de Avraham Milgram Yad Vashem en un estudio publicado en 1999 por el Centro de Recursos Shoah, Internacional Escuela de Estudios del Holocausto, la diferencia entre los 30 000 y la realidad es grande.
La EMN solo se da cuenta de la desobediencia de Sousa Mendes el 20 de junio, cuando se sorprende con una nota enviada por la embajada británica quejándose de que el cónsul portugués está emitiendo visas fuera del horario de oficina, para poder recibir más tarifas y que, además, exigía una contribución inadecuada a un fondo de caridad. Esta no fue la primera vez que Aristides fue acusado de exigir contribuciones inapropiadas a fondos de caridad a cambio de servicios consulares, como ya había sucedido en 1923 cuando el cónsul estaba en San Francisco.
La desobediencia de Sousa Mendes también incluyó el delito de falsificación de documentos, para la pareja luxemburguesa - Miny, en mayo de 1940, cuando el ejército francés aún resistía heroicamente la invasión alemana. Paul Miny tiene edad militar y quiere escapar de la movilización del ejército de Luxemburgo. Sousa Mendes, conoce a la mujer y quiere ayudar a ella, decide falsificar documentos Paul y hacerse pasar por ciudadano portugués, lo que le permite, eludiendo a las autoridades fronterizas francesas, a escapar de la movilización [ 5 ] En este punto Arístides aventuró suficiente, La falsificación de documentos es un delito grave que se castiga con prisión. El hecho de que Arístides fuera un funcionario público era agravante. [ 8 ]Más adelante en los procedimientos disciplinarios iniciados contra él, la fiscalía decide apartar la vista de este incidente, evitando a Sousa Mendes cierta condena, considerándola un caso fuera del alcance de la EMN, es decir, un caso de policía y justicia.
Es imposible calcular con precisión el número de refugiados que podrían beneficiarse de la neutralidad y hospitalidad de Portugal. Pero los números son impresionantes. Las estimaciones oscilan entre 100 000 y 1 millón, notable para un país con una población de alrededor de 6 millones.
En 1966, Israel atribuyó a Sousa Mendes el título de "Justo entre las naciones". Después de la Revolución de los Claveles, recibió la Orden de la Libertad póstumamente en 1987 y la Cruz del Mérito en 1998.

## Operaciones militares que amenazaban la neutralidad portuguesa

### Por el eje

Despliegue de tropas previsto por el Alto Mando Alemán en la península ibérica (Operación Félix) y posible respuesta esperada de las tropas aliadas.

#### Operación Félix
Los alemanes habían planeado un ataque contra la colonia británica de Gibraltar, cuyo nombre en código era Operación Félix, que nunca se inició. Incluía la posible invasión de Portugal si los británicos se afianzaban y consideraban la ocupación de Madeira y de las Azores.

#### Directiva Führer N.º 18
El 12 de noviembre de 1940, Hitler emitió la Directiva Führer N.º 18, que describía el plan para invadir Portugal si las fuerzas británicas iban a ponerse de pie allí. "También solicitó que se considere el problema de ocupar Madeira y las Azores, junto con las ventajas y desventajas que esto conllevaría para nuestra guerra marítima y aérea. Los resultados de estas investigaciones me serán presentados lo antes posible" agregó Hitler.

#### Operación Isabella
En junio de 1941, la Operación Isabella era un plan nazi alemán que se pondría en práctica después del colapso de la Unión Soviética para asegurar bases en España y Portugal para la continuación del estrangulamiento del Reino Unido. Este concepto fue presentado por Hitler, pero nunca fue ejecutado.

### Por los aliados

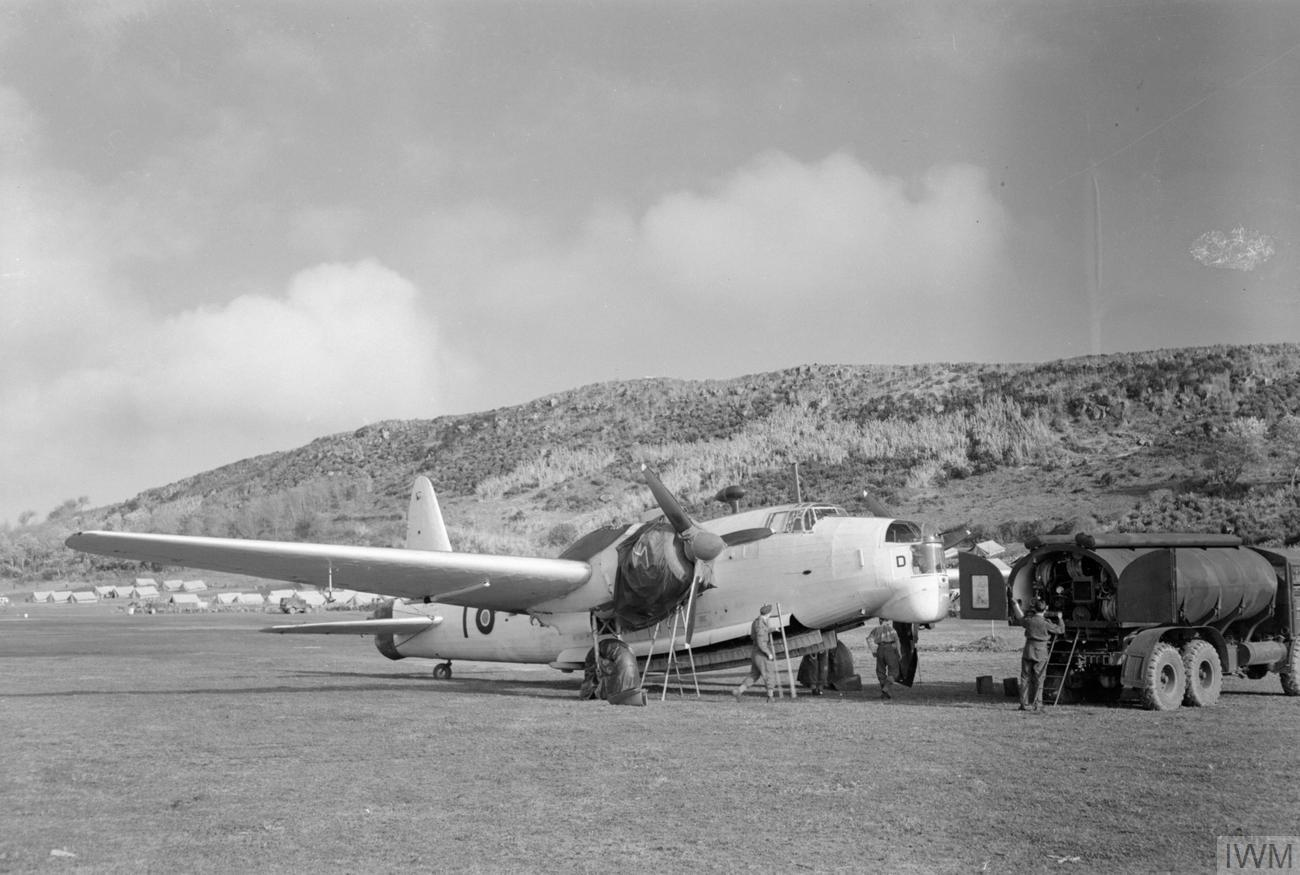
Un Vickers Wellington Mk XIV, Núm. 172 RAF de Escuadrón en servicio en el aeródromo de Lajes en 1944

#### Operación Alacridad
La Operación Alacrity fue el nombre en clave para una propuesta de conquista aliada de las islas Azores durante la Segunda Guerra Mundial. Las islas tenían un enorme valor estratégico con respecto a la lucha contra los submarinos alemanes. Portugal era demasiado débil para defender las Azores, su gran imperio colonial o su tierra natal, y trató de mantenerse neutral en la guerra. Salazar estaba especialmente preocupado por una posible invasión alemana a través de España y no quería provocar a Hitler; ni quería dar a España una excusa para tomar partido con el Eje e invadir Portugal debido a la importancia estratégica de las Islas Canarias. El Reino Unido y Estados Unidos idearon planes para establecer bases aéreas independientemente de la desaprobación de Portugal. Los planes nunca se pusieron en funcionamiento. En cambio, en 1943, el Reino Unido solicitó, y Portugal aceptó, permitir que el Reino Unido estableciera bases allí. La Operación Alacridad fue precedida por el Plan de Guerra Gray.

#### Plan de guerra Gray
El Plan de Guerra Gray fue un plan para que Estados Unidos invadiera las Islas Azores en 1940–41. Gray es uno de los muchos planes de guerra codificados por colores creados a principios del siglo XX. El 22 de mayo de 1941, el presidente Franklin D. Roosevelt ordenó al ejército y la marina de los EE. UU. Que redactaran un plan oficial para ocupar las Azores portuguesas. Aprobado por el Estado Mayor Conjunto el 29 de mayo, el Plan de Guerra Gray convocó a una fuerza de desembarco de 28 000 soldados, mitad Marina y mitad Ejército.

## Consecuencias

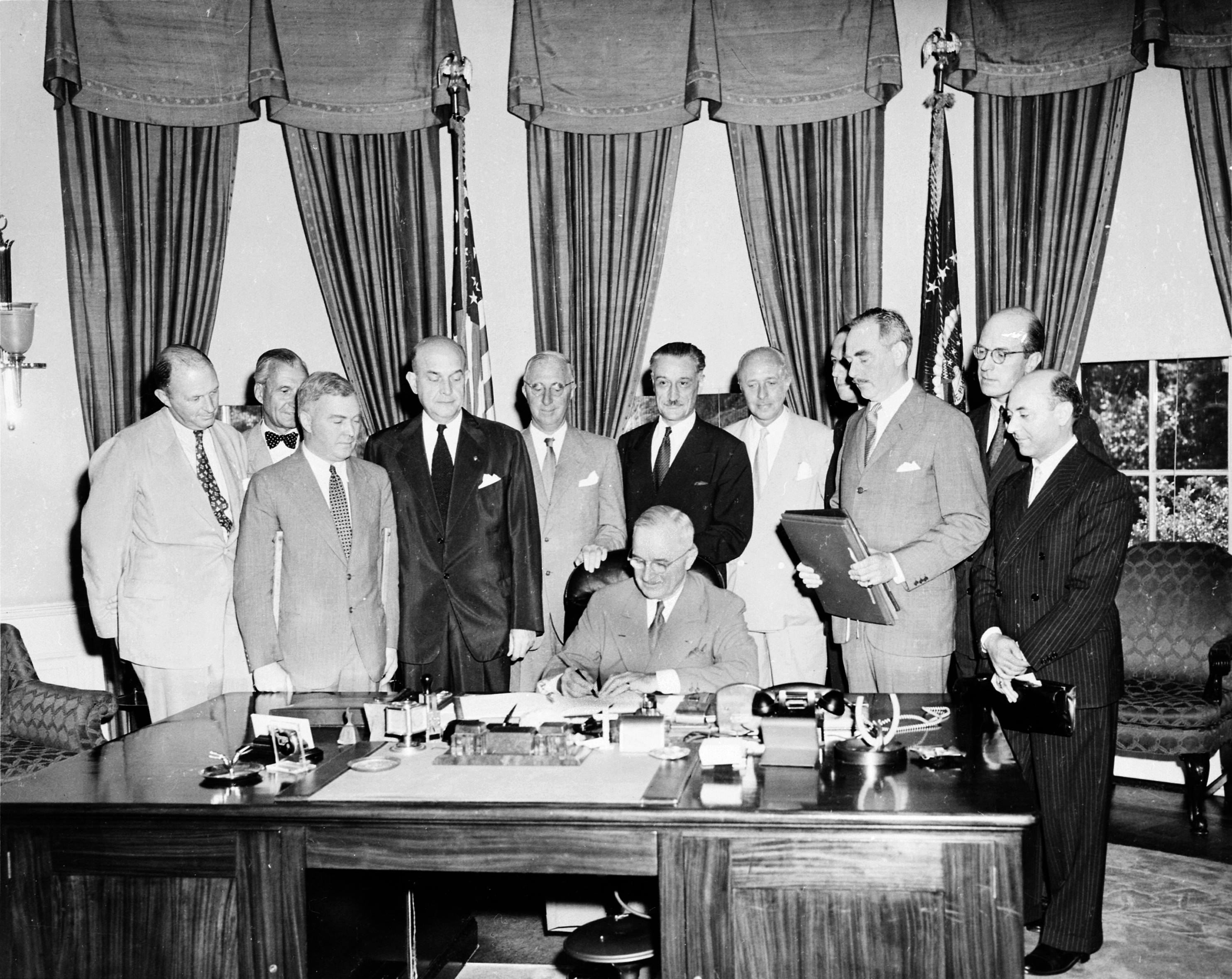
El presidente estadounidense Truman firma el Tratado del Atlántico Norte con el embajador portugués Teotónio Pereira detrás.

Salazar se mantuvo obstinado por su "neutralidad jurídica" hasta el final de la guerra. A la muerte de Hitler, siguió el protocolo y ordenó que ondearan banderas a media asta. Salazar también permitió al embajador alemán Hoyningen-Huene establecerse permanentemente en el área de Lisboa, donde vivió parte de su retiro. Portugal continuó recibiendo refugiados después de la guerra. Umberto II, el rey de Italia, vivió durante 37 años en el exilio, en Cascais. El conde y la condesa de Barcelona, el heredero del difunto trono español Juan de Borbón y su esposa María de las Mercedes, fueron exiliados en Estoril, Cascais, el 2 de febrero de 1946. Más tarde, en abril, se les unieron sus hijos Pilar, Juan Carlos (el futuro rey Juan Carlos I de España), Margarita y Alfonso. Calouste Gulbenkian, el magnate petrolero armenio conocido como "Mr. Five Percent", también eligió a Portugal como un lugar para establecerse. En una operación organizada por Caritas Portugal desde 1947 hasta 1952, 5500 niños austriacos, la mayoría de ellos huérfanos, fueron transportados en tren desde Viena a Lisboa y luego colocados en hogares de guarda para familias portuguesas.
Portugal sobrevivió a los horrores de la guerra no solo físicamente intacto sino significativamente más rico. Para conmemorar el hecho de que se evitó la destrucción de la guerra, en 1959 se construyó el monumento a Cristo Rei en Almada, con vistas a Lisboa.
A pesar del carácter autoritario del régimen, Portugal no experimentó los mismos niveles de aislamiento internacional que la España franquista después de la Segunda Guerra Mundial. A diferencia de España, Portugal bajo Salazar fue aceptado en el Plan Marshall (1947–1948) a cambio de la ayuda que brindó a los Aliados durante las etapas finales de la guerra. Además, también a diferencia de España, fue uno de los 12 miembros fundadores de la Organización del Tratado del Atlántico Norte (OTAN) en 1949, un reflejo del papel de Portugal como aliado contra el comunismo durante la Guerra Fría a pesar de su condición de único fundador no democrático.